# Aru jezici
Aru jezici (privatni kod: aruu), podskupina od četrnaest centralnih malajsko-polinetzijskih jezika koji se govore na otocima Aru u Molucima, Indonezija. Govore ih oko 45.000 ljudi. 
Predstavnici su joj: 
- barakai [baj] (4.300; 1995 SIL);
- batuley [bay] (3.840; 1995 SIL);
- dobel [kvo] (7,000; 1995 J. Hughes);
- karey [kyd] (950; 1995 SIL);
- koba [kpd] (600; Hughes 2000);
- kola [kvv] (7.700; 1995 SIL);
- kompane [kvp] (330; 1995 SIL);
- lola [lcd] (830; 1995 SIL);
- lorang [lrn] (320; 1995 SIL);
- manombai [woo] (7,480; 1995 J. Hughes);
- mariri [mqi] (390; 1995 SIL),
- istočni [tre] (3.780; 1987 Maluku Dalam Angka);
- zapadni [txn] (6.480; Maluku Dalam Angka)};
- ujir [udj], (980; 1995 J. Hughes).[1]

## Vanjske poveznice
- Ethnologue (14th)
- Ethnologue (15th)